# Markus Duesmann

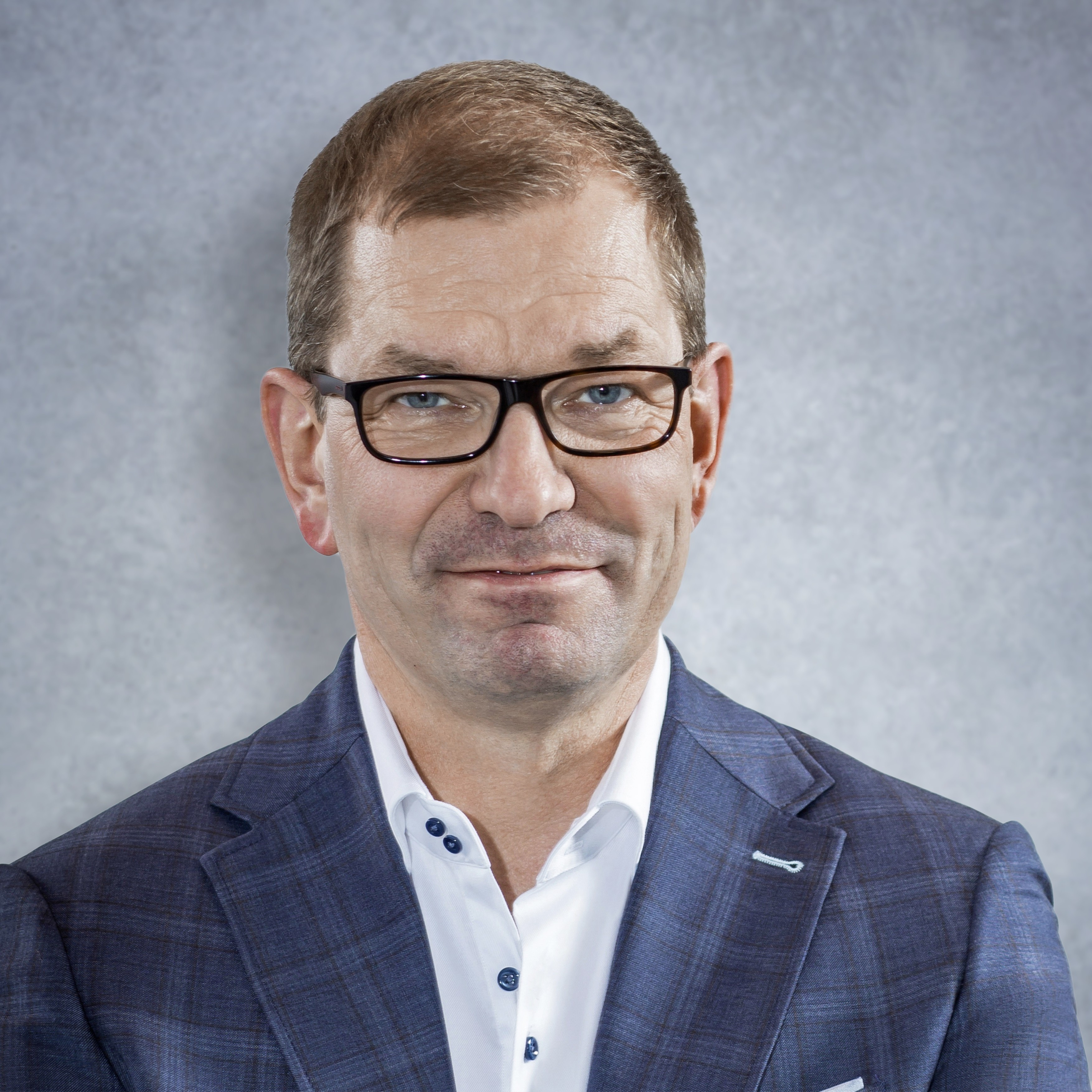
Markus Duesmann (2018)

Markus Bernhard Duesmann (* 23. Juni 1969 in Heek) ist ein deutscher Automobilmanager und war von 2020 bis 2023 Vorsitzender des Vorstands von Audi. Er unterstützte den Umstieg auf Elektroantriebe und setzte ein konkretes Enddatum für Verbrennermotoren im Unternehmen. Duesmann gehörte bis 2023 auch dem Vorstand des Volkswagen-Konzerns an.

## Ausbildung
Duesmann verbrachte seine Kindheit im westfälischen Rheine. 1988 machte er Abitur am Arnold-Janssen-Gymnasium in Neuenkirchen, einer katholischen Privatschule. Anschließend studierte er Maschinenbau an der Fachhochschule Münster in Steinfurt. 1991 schloss er als Diplom-Ingenieur erfolgreich ab.

## Karriere

### Motorenentwicklung
Duesmann begann seine berufliche Laufbahn 1992 als Konstrukteur in der Entwicklungsabteilung von Mercedes-Benz in Stuttgart. 1995 wechselte er zum Entwicklungsdienstleister FEV nach Aachen und hatte dort verschiedene Funktionen inne. Zuletzt leitete er die Motorensparte.
2004 kehrte Duesmann nach Stuttgart zurück zu DaimlerChrysler, der Konzernmutter von Mercedes-Benz. Zunächst führte er die Hauptabteilung für Dieselmotoren, bevor er 2005 Entwicklungsleiter für die F1-Motoren von McLaren-Mercedes wurde. Diese werden in Brixworth in Großbritannien hergestellt.
Nach der Trennung von McLaren und Mercedes-Benz wechselte Duesmann Anfang 2007 zu BMW. Dort verantwortete er die Entwicklung der Motoren des BMW Sauber F1 Teams, das bis 2009 in der höchsten Motorsportklasse vertreten war. Anschließend kehrte er in die Serienentwicklung von BMW zurück, zunächst ab 2010 als Bereichsleiter Fahrdynamik und ab 2012 als Bereichsleiter Antrieb.

### Vorstandstätigkeit

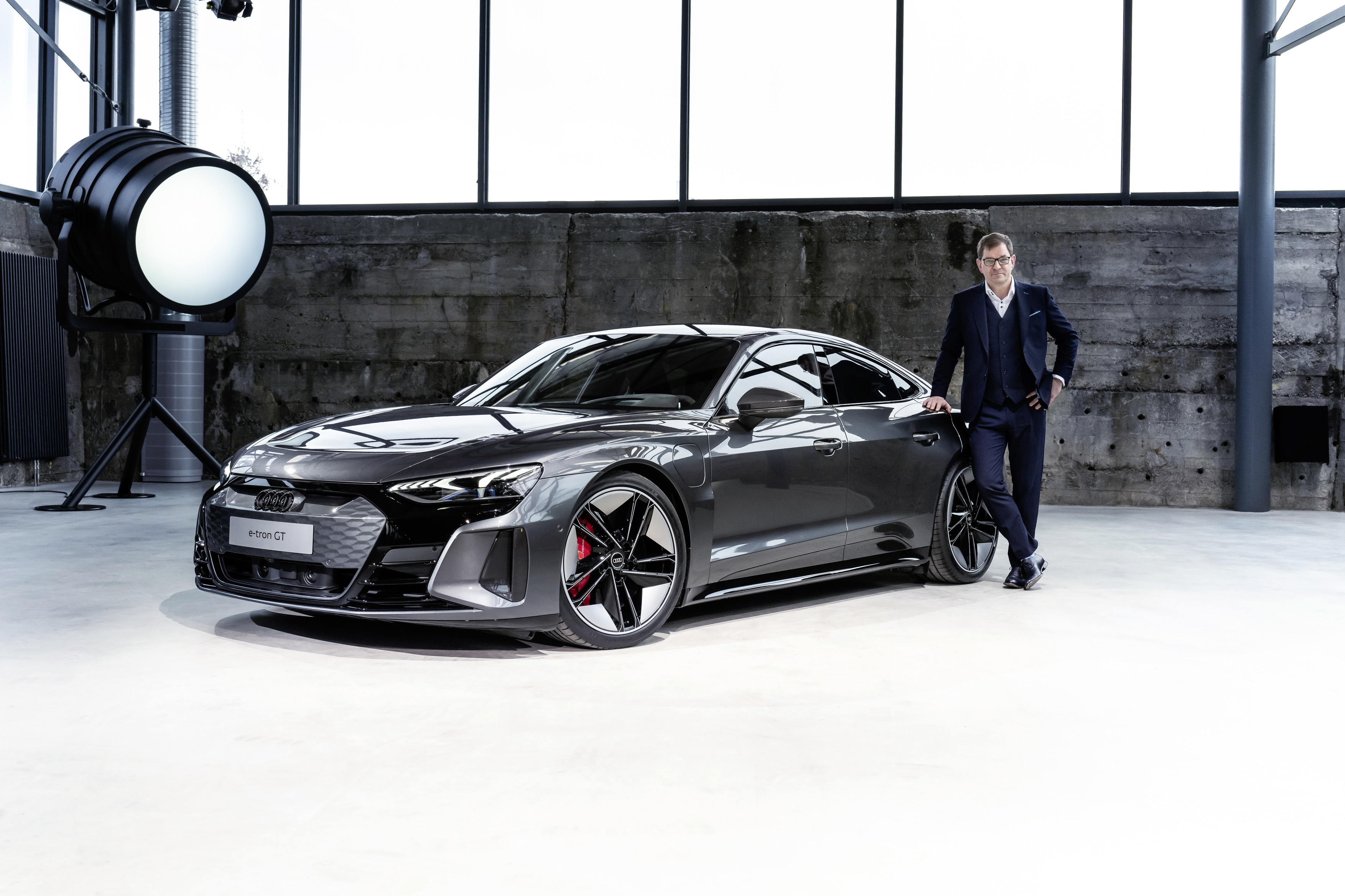
Duesmann vor dem Audi e-tron GT (2021)

2016 wurde Duesmann in den Vorstand von BMW berufen. Dort war er für den Einkauf und das Lieferantennetzwerk zuständig. Unter seiner Führung vereinbarte der deutsche Automobilhersteller mit dem chinesischen Batteriezellenhersteller CATL eine milliardenschwere Zusammenarbeit. Dadurch sicherte sich BMW eine langfristige Versorgung mit Akkus für Elektroautos.
2018 kündigte Volkswagen an, Duesmann in den Vorstand des Konzerns berufen zu wollen. Aufgrund branchenüblicher Vertragsbedingungen konnte er die Position erst 2020 antreten. Im selben Jahr übernahm er den Vorsitz des Vorstands der VW-Tochter Audi.
Duesmann galt als „Hoffnungsträger“ und sollte das Unternehmen nach dem Dieselskandal neu ausrichten. An seinem Kurs gab es auch Kritik. Duesmann forderte einen schnelleren Umstieg auf Elektromobilität und setzte ein konkretes Enddatum für die Produktion von Benzin- und Dieselmodellen bei Audi. 2022 kündigte er den Einstieg in die Formel 1 ab dem Jahr 2026 an.
Duesmanns Vertrag lief bis 2025. Im Jahr 2023 entschied der Audi-Aufsichtsrat, ihn vorzeitig abzuberufen. Im September 2023 trat Gernot Döllner seine Nachfolge an.

## Weitere Mandate
Im Rahmen seiner Tätigkeit für Volkswagen und Audi hat Duesmann weitere Mandate in den Aufsichts- und Kontrollgremien von Konzerngesellschaften übernommen.
2021 wurde Duesmann in den Aufsichtsrat des Fußballclubs FC Bayern München gewählt und zum zweiten Vorsitzenden des Gremiums bestimmt.
2017 bis 2018 saß Duesmann als Vertreter von BMW im Vorstand des Vereins der Freunde der Technischen Universität München.